# Euaethiops limbata
Euaethiops limbata là một loài bướm đêm trong họ Noctuidae.